# Raoul II. de Coucy

Wappen Raouls II. von Coucy

Raoul II. de Coucy († 8. Februar 1250 in al-Mansura) war ein Herr von Coucy, Marle und La Fère. Er war der älteste Sohn von Enguerrand III. de Coucy († 1243) und dessen Ehefrau Marie de Montmirail.
Er war verheiratet mit Philippa von Dammartin († 1278/81), Tochter des Grafen Simon von Dammartin. Er hatte keine Kinder, weshalb ihm sein Bruder Enguerrand IV. nachfolgte.
Raoul nahm am sechsten Kreuzzug unter König Ludwig IX. (Saint Louis) nach Ägypten teil. Er gehörte der Vorhut unter dem Grafen Robert von Artois an und nahm an der Erstürmung der Stadt al-Mansura im Februar 1250 teil. In den Straßenkämpfen gegen die Krieger der Mameluken wurde Raoul getötet.